# 克里斯·薩利
基斯杜化·史提芬·"基斯"·薩利（英語：Christopher Stephen "Chris" Sulley，1959年12月3日—），出生於坎伯韋爾，是一名英格蘭前足球員及足球領隊，司職左閘。他分別在英格蘭足球聯賽和蘇格蘭足球聯賽總共上陣401次和7次。他現在擔任列斯聯的學院領隊。

## 球員
薩利在車路士展開其足球生涯，其後於1981年3月轉投般尼茅夫。他在1986年轉會至登地聯前總共代表球會上陣200次。1986/87球季，他代表登地聯上陣僅8次，其中一次是在歐洲足協盃早段的賽事，其後球隊打入決賽。他其後重返英格蘭加盟布力般流浪。
在布力般流浪的6個球季，薩利協助球隊贏得英格蘭足總會員盃，並上陣約150次。1992年7月，他轉投維爾港。翌季，他又轉會至普雷斯頓。

## 教練
1994年，薩利在退役後轉任普雷斯頓的教練。其後，他先後擔任布力般流浪和保頓的U10教練。2008年3月，他離開任職8年的保頓。
2011年3月1日，薩利獲任命為列斯聯的學院領隊。

## 榮譽
布力般流浪
- 英格蘭足總會員盃：1987

維爾港
- TNT錦標賽：1992